# Mieczysław Pałasiński
Mieczysław Pałasiński (ur. 6 sierpnia 1924 w Krakowie, zm. 19 września 2016) – polski inżynier, dr hab., prof.

## Życiorys
W 1951 ukończył studia rolnicze na Uniwersytecie Jagiellońskim, w 1962 uzyskał doktorat, a w 1968 stopień doktora habilitowanego. W 1976 nadano mu tytuł profesora nauk rolniczych. Pracował w Katedrze Technologii Węglowodanów na Wydziale Technologii Żywności Akademii Rolniczej im. Hugona Kołłątaja w Krakowie, oraz w Katedrze Inżynierii Produkcji na Wydziale Inżynieryjnym i Ekonomicznym Wyższej Szkole Inżynieryjnej i Ekonomicznej w Ropczycach.
Był honorowym członkiem Komitetu Nauk o Żywności Polskiej Akademii Nauk, członkiem Komisji ds. Stopni i Tytułów; Sekcja III - Nauk Biologicznych, Rolniczych, Leśnych i Weterynaryjnych Centralnej Komisji do Spraw Stopni i Tytułów, a także Komisji Nauk Rolniczych, Leśnych i Weterynaryjnych Polskiej Akademii Umiejętności.
Zmarł 19 września 2016 i został pochowany na cmentarzu Rakowickim w Krakowie.

## Odznaczenia i wyróżnienia
- Nagroda Ministra Szkolnictwa Wyższego lub Edukacji Narodowej (wielokrotnie)[1]
- Krzyż Kawalerski Orderu Odrodzenia Polski[1]
- Krzyż Oficerski Orderu Odrodzenia Polski[1]
- Krzyż Komandorski Orderu Odrodzenia Polski[1]
- Złoty Krzyż Zasługi[1]
- Srebrna, Złota  Diamentowa Odznaka Honorowa NOT[1]
- Krzyż Armii Krajowej[1]
- Złota Odznaka "Za pracę społeczną dla miasta Krakowa"[1]
- Zasłużony Pracownik Przemysłu Spożywczego i Skupu", Polskiego Towarzystwa Technologów Żywności[1]
- Odznaka honorowa Zasłużony dla Rolnictwa[1]
- "Saare Medaille"[1]
- Medal im. M. Oczapowskiego[1]
- Medal 70-lecia Akademii Ekonomicznej w Krakowie[1]
- Medal im. Prof. Juliana Aleksandrowicza, oraz odznakę "Weterana walk o niepodległość[1]